# マリー・ゾフィー・フォン・デア・プファルツ
マリー・ゾフィー・フォン・デア・プファルツ（Marie Sophie von der Pfalz, 1666年8月6日 - 1699年8月4日）は、ポルトガル王ペドロ2世の2度目の王妃。ポルトガル語名はマリア・ソフィア・デ・ネウブルゴ（Maria Sofia de Neuburgo）。
ユーリヒ＝ベルク公およびプファルツ＝ノイブルク公（のちプファルツ選帝侯）フィリップ・ヴィルヘルムとヘッセン＝ダルムシュタット方伯ゲオルク2世の娘エリーザベト・アマーリアの次女（第4子）。ヴィッテルスバッハ家（プファルツ＝ノイブルク家）出身。
兄にプファルツ選帝侯ヨハン・ヴィルヘルム、カール3世フィリップ、姉に神聖ローマ皇帝レオポルト1世妃エレオノーレ・マグダレーネ、妹にスペイン王カルロス2世妃マリア・アンナ、パルマ公子オドアルド2世妃ドロテア・ゾフィーがいる。

## 生涯
1687年、寡夫になっていたペドロ2世と結婚、7子が生まれた。
- ジョアン（1688年）
- ジョアン5世（1689年 - 1750年） - ポルトガル王
- フランシスコ（1691年 - 1742年） - ベージャ公
- アントニオ（1695年 - 1757年）
- テレサ（1696年 - 1704年）
- マヌエル（1697年 - 1736年） - オウレン伯
- フランシスカ・ホセファ（1699年 - 1736年）

1699年、リスボンで丹毒により死去した。